# Gregorio Fonseca
Fonseca, de nombre completo Gregorio "Goyo" Fonseca Recio (La Seca, Valladolid, 26 de noviembre de 1965) es un exfutbolista español. Jugó como delantero en el Real Valladolid, RCD Español,  y la selección de España, entre otros equipos. Actualmente es el segundo entrenador del Lucena Club de Fútbol.

## Trayectoria
Fonseca se formó en las categorías inferiores del Real Valladolid. Con 18 años debutó con el primer equipo, en Primera División, el 5 de febrero de 1984, en un encuentro ante el Real Zaragoza en el que anotó un gol. Las dos siguiente temporadas tuvo algunas apariciones, jugando en total 21 partidos en los que anotó cuatro goles. Tras pasar la temporada 1986-87 por el CD Málaga de Segunda División, regresó a Valladolid, donde paulatinamente fue convirtiéndose en uno de los referentes ofensivos del equipo. Su explosión definitiva llevó la temporada 1990-91, en la fue el máximo realizador de su equipo, con 14 goles en 37 partidos. La siguiente campaña mejoró sus registros al anotar 15 dianas que le abrieron las puertas de la selección española, pero que no sirvieron para evitar el descenso de su equipo.
Goyo Fonseca fichó entonces por el RCD Español, donde volvió a vivir la experiencia del descenso al finalizar la temporada, aunque, tras un año en Segunda División, los periquitos recuperaron la categoría. En el club catalán, sin embargo, Fonseca, no consiguió mantener los registros goleadores de antaño y, al no disponer de minutos de juego, fichó por el Albacete Balompié durante el mercado de invierno de la temporada 1994-95. En el club manchego jugó 13 encuentros, en los que no consiguió marcar.
Tras regresar al Real Valladolid la temporada 1995-96, Fonseca decidió retirarse. Posteriormente, ha sido agente de jugadores.

## Selección nacional
Fue internacional en cuatro partidos con la selección española, anotando un gol. 
Debutó en un partido amistoso contra la CEI, el 19 de febrero de 1992 en Valencia. El último partido como internacional fue un encuentro de clasificación para el Mundial '94, que se disputó en Riga ante Letonia, el 23 de septiembre de 1992.

## Clubes
- INFORMACIÓN:[2].

| Club                      | País          | Año           | Partidos | Goles |
| ------------------------- | ------------- | ------------- | -------- | ----- |
| Real Valladolid Deportivo | España        | 1983-1986     | 32       | 10    |
| C. D. Málaga (cedido)     | España        | 1986-1987     | 21       | 2     |
| Real Valladolid Deportivo | España        | 1987-1992     | 162      | 45    |
| R. C. D. Español          | España        | 1992-1995     | 47       | 13    |
| Albacete Balompié         | España        | 1994-1995     | 19       | 2     |
| Real Valladolid           | España        | 1995-1996     | 12       | 1     |
| Total carrera             | Total carrera | Total carrera | 293      | 73    |

## Palmarés

### Campeonatos nacionales
| Título           | Club                      | País                | Año     |
| ---------------- | ------------------------- | ------------------- | ------- |
| Copa de la Liga  | Real Valladolid Deportivo | Madrid y Valladolid | 1984    |
| Segunda División | R. C. D. Español          | España              | 1993-94 |